# Сльози та соплі
Сльози та соплі — альбом українського рок-гурту «Тартак». Випущений 2006 року.
На пісні «Інґліш Сонґ», «Омана», «Я не знаю», «Поп корн» та «Ти дуже гарна…» були зняті кліпи.

## Зміст
1. Помирає твоя любов
2. Без тебе
3. Інґліш Сонґ
4. Омана
5. Я не знаю
6. Не варта
7. Кулінарія
8. Вечір осінній
9. Дай себе
10. Ти дуже гарна…
11. Прощавай кохання
12. Поп корн
13. Воно
14. Мені все одно
15. Забуватиму тебе повільно